# Полевые Инели
Полевы́е Ине́ли (чув. Хирти Ӗнел) — деревня в Комсомольском районе Чувашской Республики России. Входит в состав Полевосундырского сельского поселения.

## География
Деревня находится в юго-восточной части Чувашии, в пределах Чувашского плато, в зоне хвойно-широколиственных лесов, на расстоянии примерно 11 километров (по прямой) к юго-востоку от села Комсомольского, административного центра района. Абсолютная высота — 141 метр над уровнем моря. Расстояние до столицы республики — города Чебоксары — 130 км, до районного центра — 15 км, до железнодорожной станции 46 км. 
Климат
Климат характеризуется как умеренно континентальный, с морозной снежной зимой и тёплым летом. Среднегодовая температура воздуха — 3,1 °С. Средняя температура воздуха самого тёплого месяца (июля) — 18,7 °C (абсолютный максимум — 37 °C); самого холодного (января) — −13 °C (абсолютный минимум — −49 °C). Безморозный период длится около 142 дней. Среднегодовое количество атмосферных осадков составляет 490 мм, из которых большая часть выпадает в тёплый период. Снежный покров держится в течение 147 дней.
Часовой пояс
Деревня Полевые Инели, как и вся Чувашия, находится в часовой зоне МСК (московское время). Смещение применяемого времени относительно UTC составляет +3:00.

## История
Деревня была основана как починок выходцами из деревни Пигольдино (Пигольдино-Инели) (в настоящее время — деревни Бигильдино, Дятлино, Пиндиково, Картлуево, Осинкино, Гришкино Козловского района).

Жители — до 1724 года ясачные, до 1866 года государственные крестьяне; занимались земледелием, животноводством, производством жестяных изделий, столярно-токарным, портняжным, овчинно-скорняжным промыслами. В 1931 году образован колхоз «Победа». 

## Население
| 2010 | 2012 |
| ---- | ---- |
| 280  | ↗338 |

Гендерный состав
По данным Всероссийской переписи населения 2010 года в гендерной структуре населения мужчины составляли 48,2 %, женщины — соответственно 51,8 %.
Национальный состав
Согласно результатам переписи 2002 года, в национальной структуре населения чуваши составляли 100 % из 306 человек